# Ralja, Sopot
Ralja (izvirno srbsko Раља) je naselje v Srbiji, ki upravno spada pod Mestno občino Sopot; slednja pa je del Mesta Beograd.

## Demografija
V naselju živi 2329 polnoletnih prebivalcev, pri čemer je njihova povprečna starost 40,1 let (39,2 pri moških in 41,1 pri ženskah). Naselje ima 883 gospodinjstev, pri čemer je povprečno število članov na gospodinjstvo 3,24.
To naselje je v glavnem srbsko (glede na popis iz leta 2002), a v času zadnjih 3 popisov je opazen porast števila prebivalcev.
|  |

| Demografija | Demografija     | Demografija     |
| Leto        | Št. prebivalcev | Št. prebivalcev |
| ----------- | --------------- | --------------- |
|             |                 |                 |
|             |                 |                 |
|             |                 |                 |
|             |                 |                 |
| 1948        | 572             |                 |
| 1953        | 941             |                 |
| 1961        | 1311            |                 |
| 1971        | 1665            |                 |
| 1981        | 2250            |                 |
| 1991        | 2580            | 2552            |
| 2002        | 2948            | 2858            |
|             |                 |                 |

| Etnična sestava po popisu iz leta 2002 | Etnična sestava po popisu iz leta 2002 | Etnična sestava po popisu iz leta 2002 | Etnična sestava po popisu iz leta 2002 | Etnična sestava po popisu iz leta 2002 |
| -------------------------------------- | -------------------------------------- | -------------------------------------- | -------------------------------------- | -------------------------------------- |
| Srbi                                   | Srbi                                   |                                        | 2.737                                  | 95,76%                                 |
| Črnogorci                              | Črnogorci                              |                                        | 38                                     | 1,32%                                  |
| Muslimani                              | Muslimani                              |                                        | 18                                     | 0,62%                                  |
| Romi                                   | Romi                                   |                                        | 15                                     | 0,52%                                  |
| Jugoslovani                            | Jugoslovani                            |                                        | 5                                      | 0,17%                                  |
| Hrvati                                 | Hrvati                                 |                                        | 4                                      | 0,13%                                  |
| Makedonci                              | Makedonci                              |                                        | 3                                      | 0,10%                                  |
| Rusi                                   | Rusi                                   |                                        | 2                                      | 0,06%                                  |
| Slovenci                               | Slovenci                               |                                        | 1                                      | 0,03%                                  |
| Slovaki                                | Slovaki                                |                                        | 1                                      | 0,03%                                  |
| Romuni                                 | Romuni                                 |                                        | 1                                      | 0,03%                                  |
| Madžari                                | Madžari                                |                                        | 1                                      | 0,03%                                  |
| Neznano                                | Neznano                                |                                        | 18                                     | 0,62%                                  |